# 韦兹莱
韦兹莱（法語：Vézelay，發音：[vez(ə)lɛ]），法国中部市镇，位于勃艮第-弗朗什-孔泰大区约讷省，隶属于阿瓦隆区，其市镇面积为21.8平方公里，2022年1月1日时人口数量为464人，在法国市镇中排名第17,309位（2022年）。
韦兹莱位于约讷省南部，西南侧与涅夫勒省接壤，多条公路在此交汇。韦兹莱因其境内的同名隐修院而闻名，后者于1979年被列入《世界文化遗产》名录。

## 地名来源
根据约讷省旅游局网站的论述，“Vézelay”一名可能转写自“Vercellatus”，后者的来源及含义均尚有待考证。法国大革命期间，当地曾更名为“Vézelay la Montagne”。

## 历史

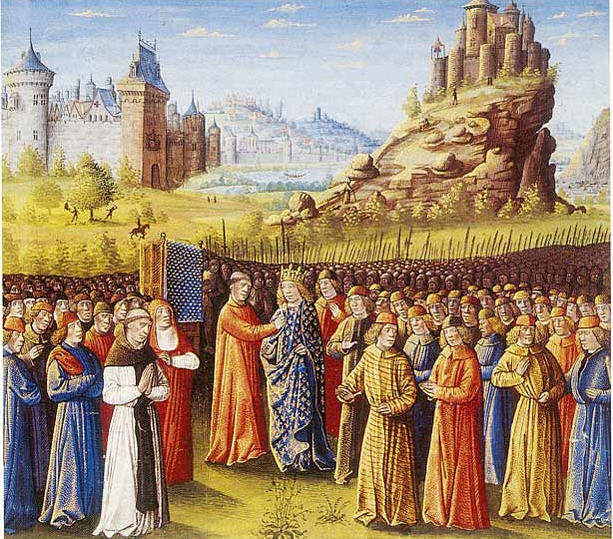
路易七世到访韦兹莱（绘画）

韦兹莱的早期历史尚不清楚，该区域在高卢-罗马时期就已出现人类活动，而韦兹莱聚落的形成与发展则当地的隐修院密切相关。公元882年，一位名叫Bardilon的道士为躲避撒拉逊人的入侵而天主教圣人抹大拉的马利亚的圣髑转移至韦兹莱地区，此后该地开始修建修道院并逐渐成为一处重要的朝圣地。1146年，路易七世到访韦兹莱。1150年，韦兹莱城墙建成。1190年7月，腓力二世和理查一世在韦兹莱集合并由此出发前往参与第三次十字军东征。1279年，抹大拉的马利亚的圣髑被证实存放于圣马克西曼-拉圣博姆，此后韦兹莱的朝圣活动日趋衰落。1569年宗教战争期间，韦兹莱曾被新教徒攻陷。法国大革命后，韦兹莱成为约讷省的一个市镇，并自1793年起成为该省的一个县治。自十九世纪以来，韦兹莱人口数量逐年减少。韦兹莱隐修院曾因大革命而关闭，后于1840年得到大规模修缮并重新开放，教皇曾于1920年到访韦兹莱。1979年，韦兹莱隐修院被列入《世界文化遗产》名录，成为法国首批被列入该项目的建筑。2014年，韦兹莱县被撤销。

## 地理

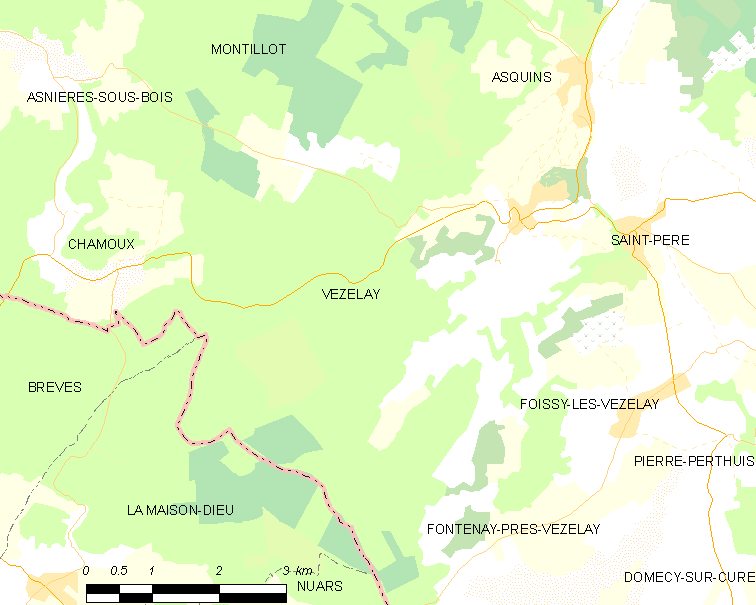
韦兹莱市镇范围地图

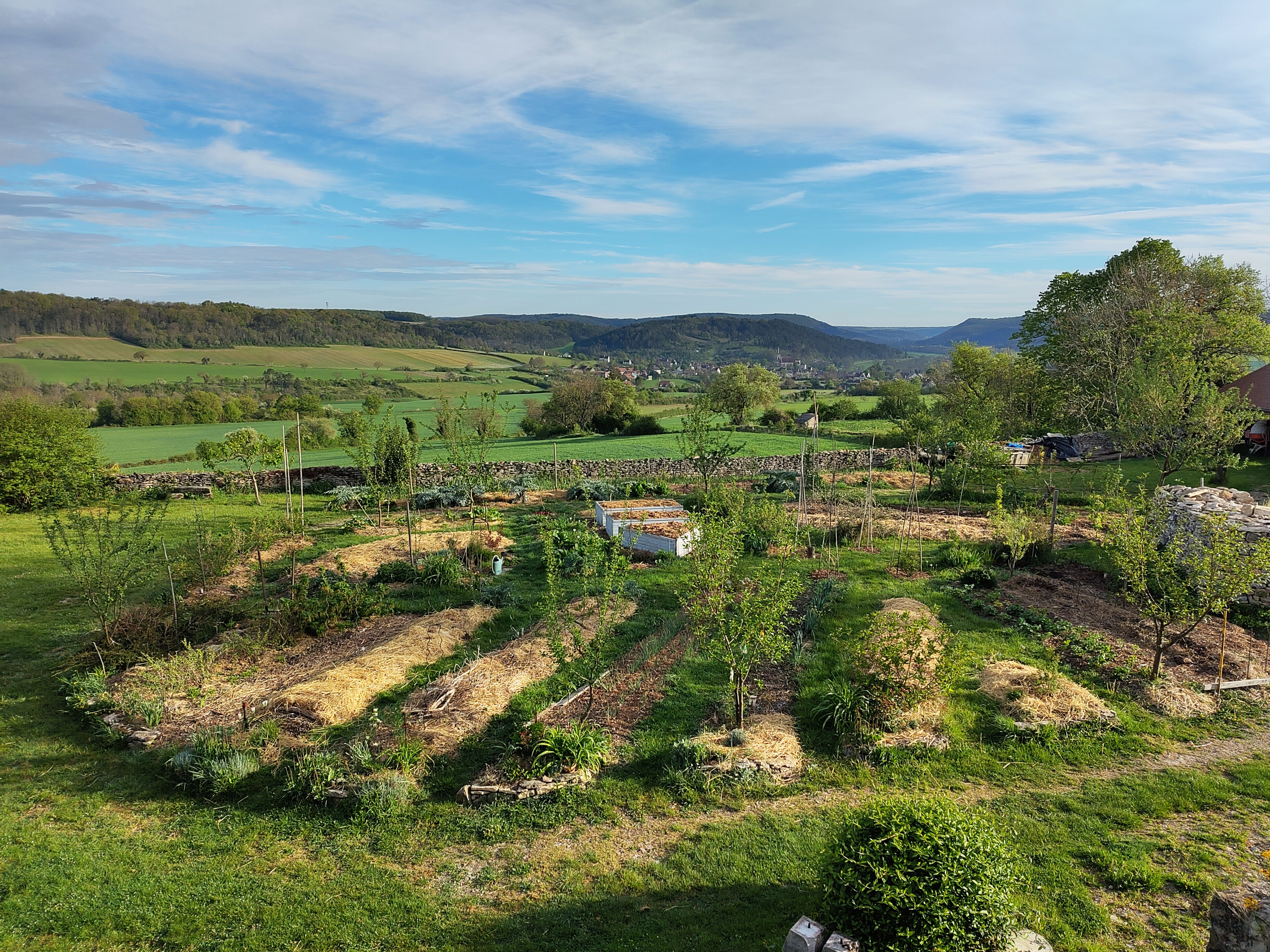
韦兹莱境内的自然景观

韦兹莱位于法国中部偏北，勃艮第-弗朗什-孔泰大区西部偏北和约讷省南部，距离省会欧塞尔大约49公里。与韦兹莱接壤的市镇包括：阿涅尔苏布瓦、阿斯坎、沙穆、富瓦西莱韦兹莱、韦兹莱附近丰特奈、拉迈松迪约、蒙蒂约和圣佩尔。

### 地形
韦兹莱位于莫尔旺山北段腹地，境内以浅丘和丘陵为主，市镇中心位于一处东北-西南走向的独立山体之上，其顶端为韦兹莱隐修院，四周为陡坡，全境海拔在170到339米之间。

### 水文
韦兹莱位于塞纳河流域范围内，大花园溪（ruisseau des Grands Jardin）发源于韦兹莱境内南侧并向东流出市境。

### 植被
韦兹莱属于温带阔叶混交林区，林地广泛分布于市镇范围内的大部分区域，其中市镇西北部和西南部分别为绍富尔县韦兹莱领地森林（Forêt Domaniale de Vézelay - Canton de Chauffour）和费里耶尔县韦兹莱领地森林（Forêt Domaniale de Vézelay - Canton de Ferrière）。
在鲜花城市的评比中，韦兹莱暂未被评级。

### 自然灾害
韦兹莱的地震危险度等级为1级，属于极低危险；氡辐射等级为1级，属于低危险。1982至2025年5月间，韦兹莱境内共发生2次有记录的自然灾害，其中1次洪涝。

### 气候
韦兹莱在柯本气候分类法中属于带有一定大陆性气候特征的温带海洋性气候（Cfb）。

## 行政区划
韦兹莱的市镇编号为89446，邮政编号为89450。
在行政管理方面，韦兹莱隶属于法国勃艮第-弗朗什-孔泰大区约讷省阿瓦隆区；在地方选举方面，韦兹莱隶属于茹拉维尔县，其市镇范围全境被划入约讷省第二选区；在社会管理方面，韦兹莱是阿瓦隆-韦兹莱-莫尔旺市镇公共社区的组成部分。
截至2025年5月，韦兹莱市镇范围内暂无任何安全优先街区及城市政策优先街区。
法国国家统计与经济研究所（简称“INSEE”）在进行数据统计时，未将韦兹莱划入任何城市核心区（Unité urbaine）及城市辐射区（Aire d'attraction）。此外，INSEE还将韦兹莱市镇整体看作一个“块区”（IRIS），以便于统计人口分布情况。

## 交通

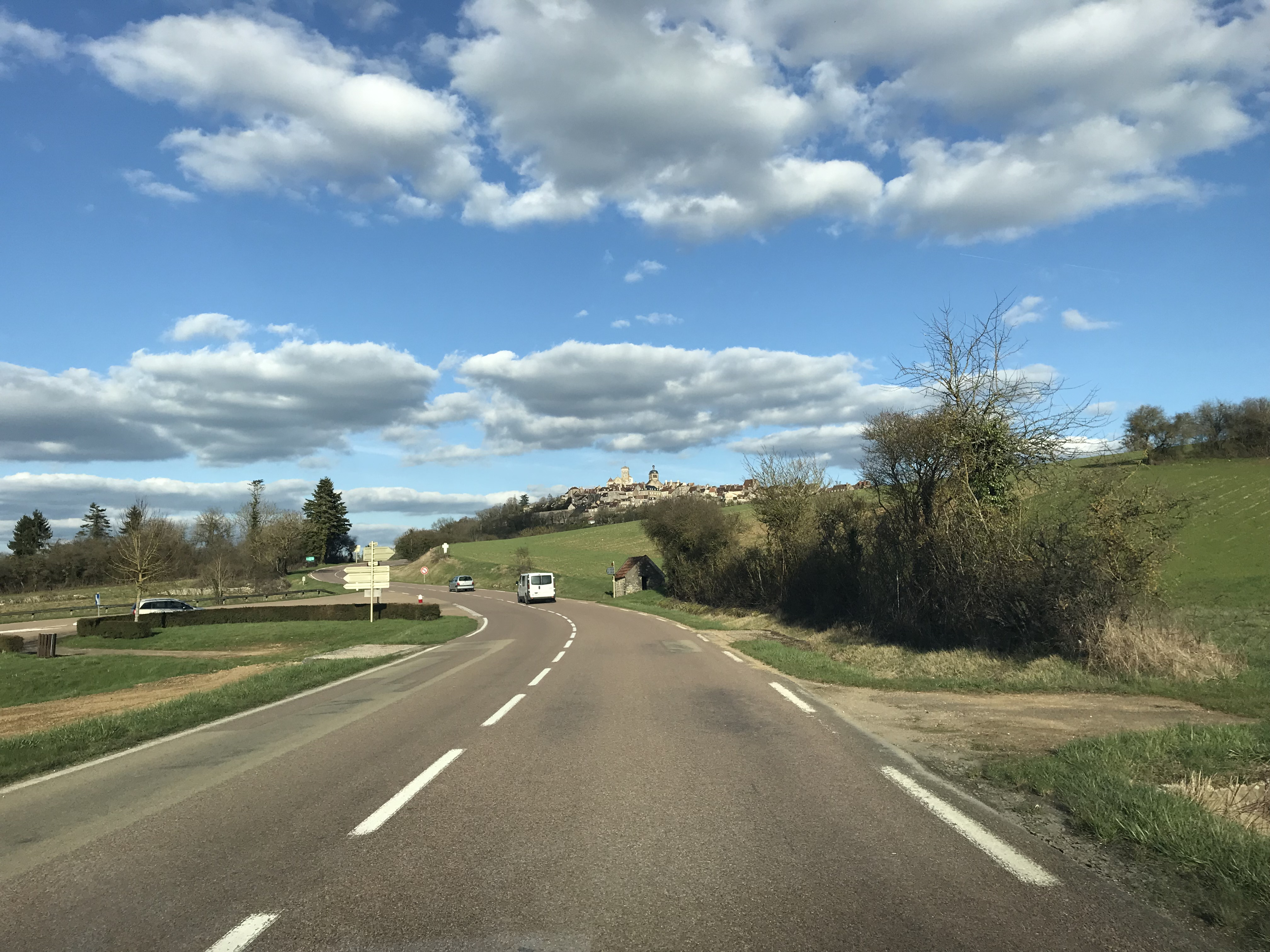
韦兹莱境内的一段公路

### 公路
约讷省省道D36线、D951线和D957线在韦兹莱境内交汇。勃艮第-弗朗什-孔泰大区城际客运（商业名称为“Mobigo”）813线和定制巴士862线经停韦兹莱，可通往阿瓦隆、克拉姆西、蒙巴尔等地。
2021年，50.5%的韦兹莱家庭拥有至少一辆私人汽车。2022年，韦兹莱境内共发生各类交通事故1起，造成1人重伤。
| 22 | 24 |

| 欧塞尔 | 50 |

| 阿瓦隆 | 16 |

| 克拉姆西 | 24 |

### 铁路
距离韦兹莱最近的运营中的客运铁路车站为9公里外的塞尔米泽勒-韦兹莱站，该站停靠往返于拉罗什-米热讷和阿瓦隆一线的区域列车。

### 航空
韦兹莱距离多勒机场的公路里程大约174公里。

### 城市公共交通
截至2025年5月，韦兹莱暂无城市公共交通系统。

## 政治

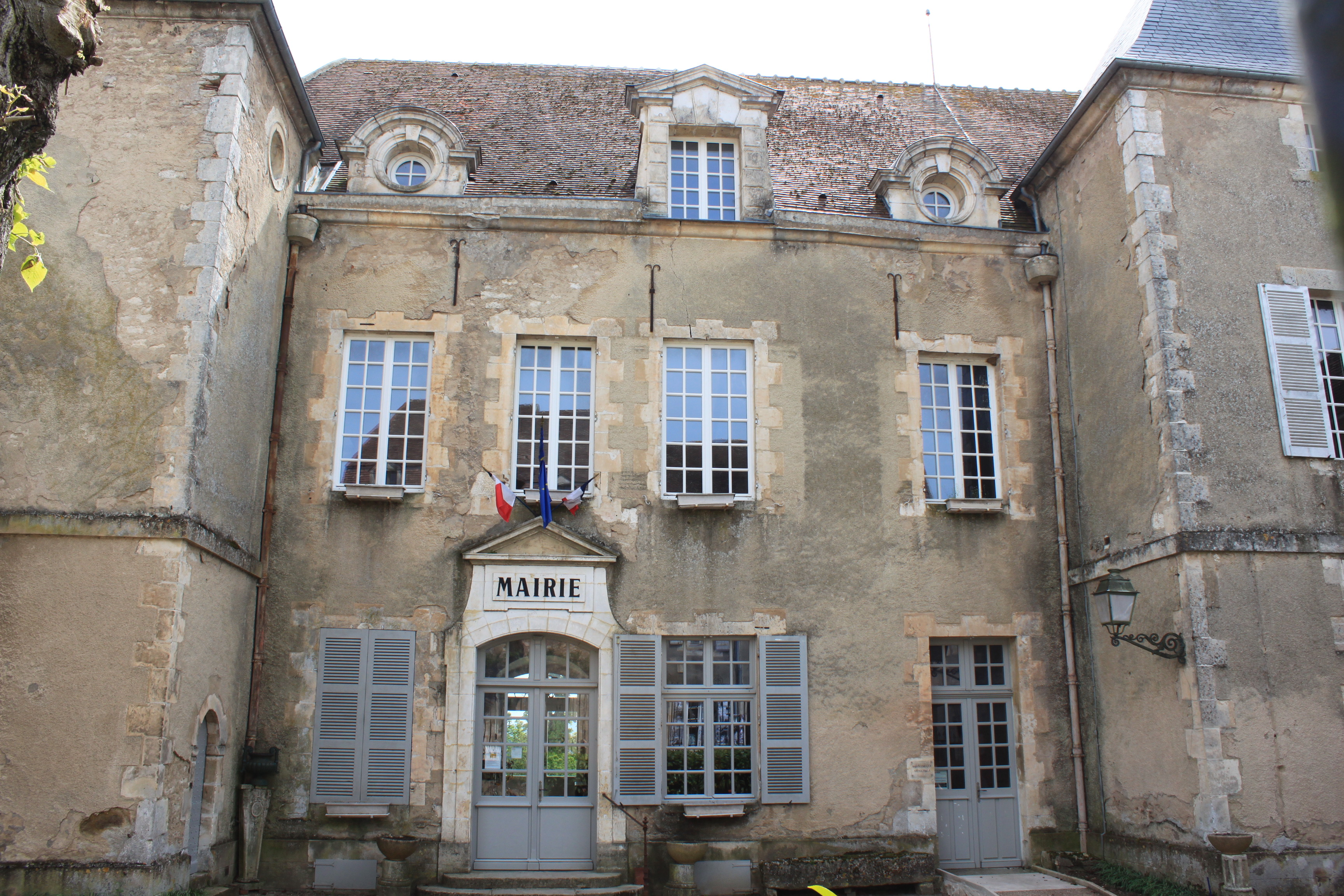
韦兹莱市政厅

韦兹莱的现任市长为于贝尔·巴尔比厄先生（Hubert BARBIEUX），他是一名无党派人士，在2020年的市政选举中获得了100%的支持率（无其他候选人）。
在2022年的法国总统大选的第二轮选举中，法国第25任总统埃马纽埃尔·马克龙在韦兹莱获得了65.12%的支持率。

## 人口
2022年，韦兹莱市镇人口数量为464，在法国排名第17,309位。其中男性221人，女性227人，75岁及以上人口占10.7%，外籍人口数量为30人，人口密度为21人/平方公里，当地居民被称为（男性）或（女性）。2015至2021年间，韦兹莱的人口增长率为0.5%。2022年，韦兹莱境内出生3人，死亡人口10人。
| 韦兹莱1901年－2022年人口变化情况 |
|                                  |
| 数据来源：Cassini、INSEE         |

## 经济
INSEE于2020年将韦兹莱划入阿瓦隆就业区（Zone d'emploi d'Avallon），并又于2022年将其划入阿瓦隆生活区（Bassin d'Avallon）。截至2025年1月，韦兹莱市镇范围内共有各类用人单位（包含自雇）176家，比上一年同期减少1家； （酒店接待）、（书店）及（建筑设计）是当地2023年已公布营业额最高的三个企业，分别为1,379,241欧元、326,717欧元和135,931欧元。

## 财政与居民收入
2023年，韦兹莱的财政收入总额为1,251,210欧元，财政支出总额为1,237,260欧元，当年的债务总额为2,132,120欧元。2023年，韦兹莱市镇通过增值税获得255,100欧元的收入，此外当地还共获得了261,210欧元的国家直接财政补助。
| 韦兹莱居民收入情况                                                                                 | 韦兹莱居民收入情况  | 韦兹莱居民收入情况  | 韦兹莱居民收入情况  |
| 内容                                                                                               | 韦兹莱              | 约讷省              | 法國                |
| -------------------------------------------------------------------------------------------------- | ------------------- | ------------------- | ------------------- |
| 居民平均时薪                                                                                       | 不详                | 14.6欧元（2022年）  | 17欧元（2022年）    |
| 高级职员人均时薪                                                                                   | 不详                | 25.3欧元（2022年）  | 29.1欧元（2022年）  |
| 中级职员人均时薪                                                                                   | 不详                | 16.4欧元（2022年）  | 16.6欧元（2022年）  |
| 普通职员人均时薪                                                                                   | 不详                | 11.7欧元（2022年）  | 12.1欧元（2022年）  |
| 工人人均时薪                                                                                       | 不详                | 12.5欧元（2022年）  | 12.5欧元（2022年）  |
| 贫困率                                                                                             | 不详                | 14.9%（2021年）     | 14.5%（2021年）     |
| 青壮年（15至64岁）失业率                                                                           | 3.4%（2021年）      | 12%（2021年）       | 10.4%（2021年）     |
| 家庭总数                                                                                           | 142（2022年）       | 333（2022年）       | 1,160（2022年）     |
| 征税家庭数量占比                                                                                   | 28.8%（2023年）     | 50.2%（2022年）     | 44.8%（2022年）     |
| 家庭年均纳税                                                                                       | 2,876欧元（2023年） | 2,553欧元（2022年） | 4,481欧元（2022年） |
| *注：INSEE未公布2,000人口以下市镇的部分经济数据。 资料来源：INSEE、L'Internaute、Le Journal du Net |                     |                     |                     |

## 社会事务

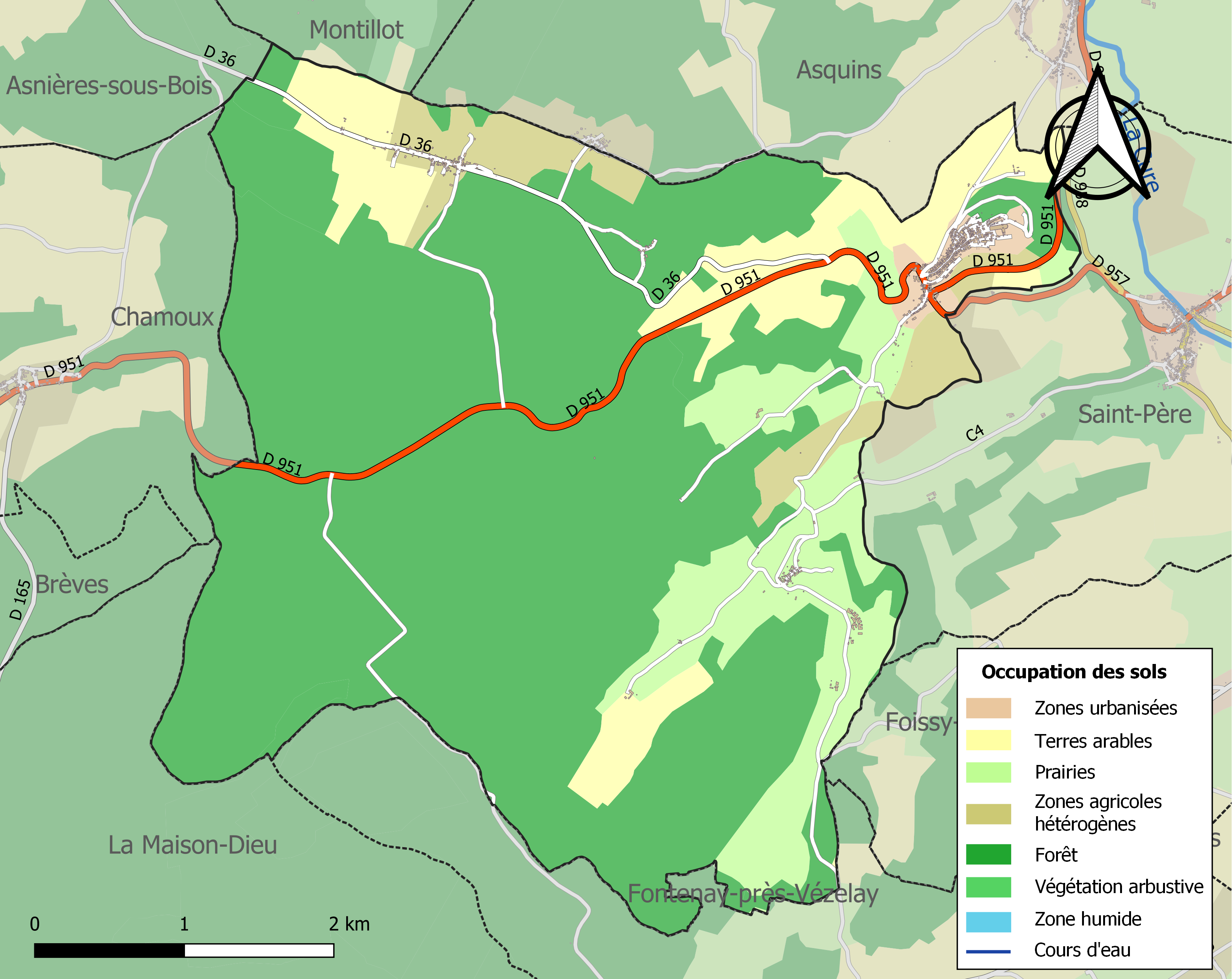
韦兹莱土地利用情况地图

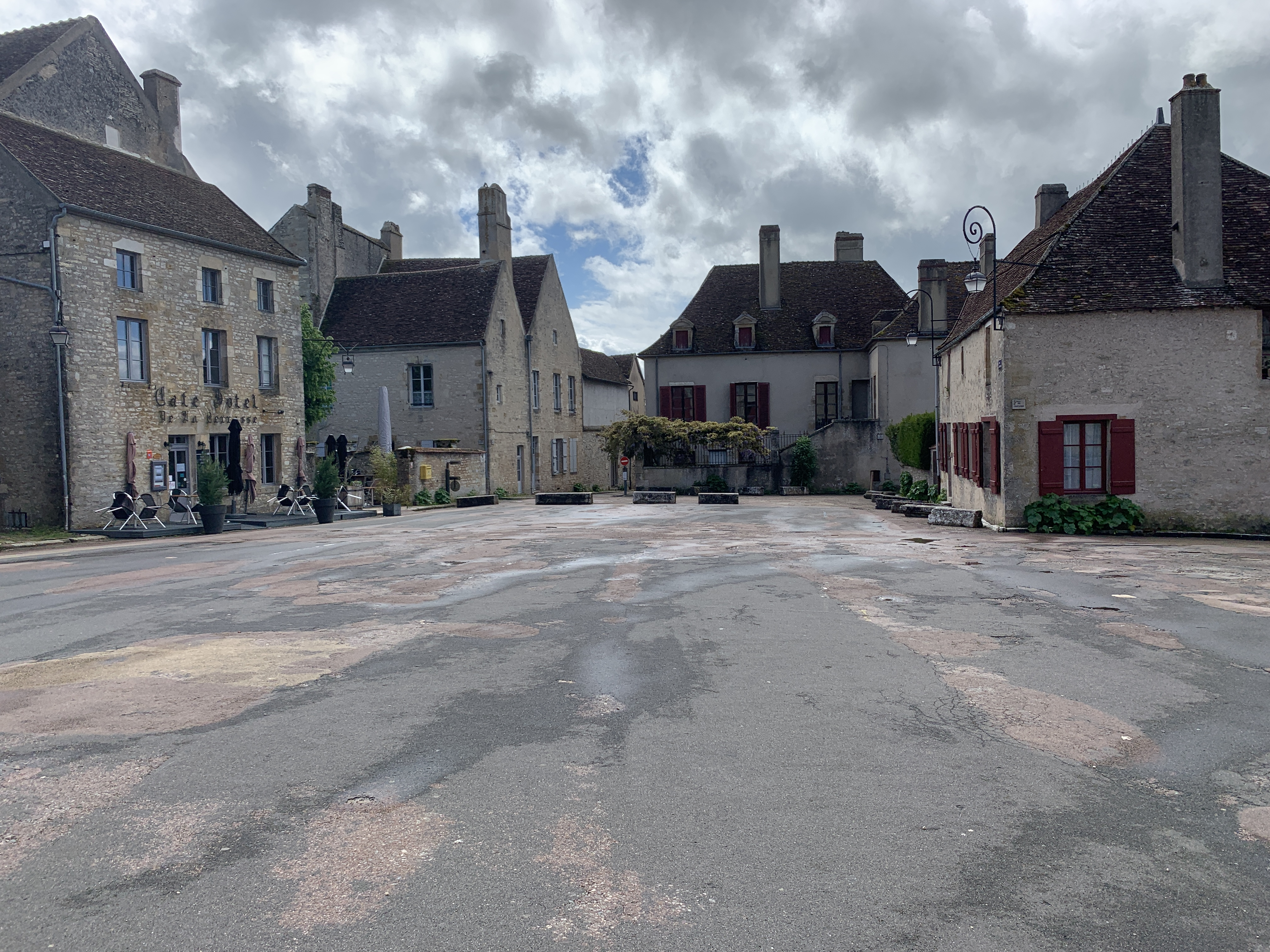
镇中心广场

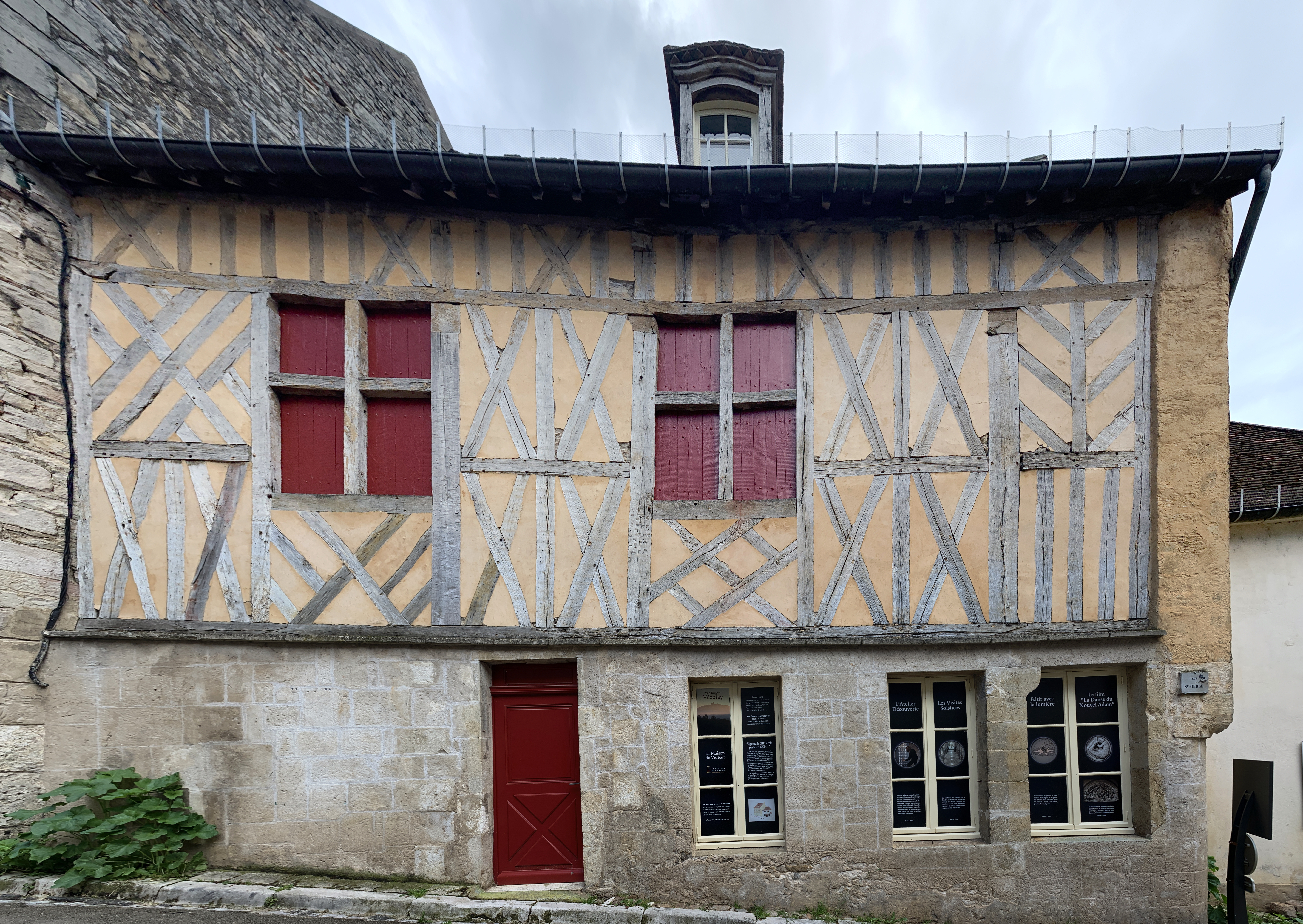
传统民居

### 教育
韦兹莱属于第戎学区。截至2023年1月1日，韦兹莱境内有1所小学。

### 医疗
截至2023年1月1日，韦兹莱境内共有全科医生4名、保健师2名、牙医2名、护士3名、眼科医生1名、药房1家、残疾人帮扶中心2家。
距离韦兹莱最近的区域性医疗机构为阿瓦隆中心医院（Centre Hospitalier d'Avallon），其主病区医院位于阿瓦隆市区，距离韦兹莱市区的正常车程大约分钟，该院设有床位140个，是阿瓦隆区规模最大的公立综合性医院。

### 住房
2021年，韦兹莱境内共有各类住房305套，其中87.2%为独立式住宅，11.8%为集中式住宅。常住房屋占韦兹莱市镇范围内居民建筑总量的57.4%。2023年，韦兹莱的居住税率为22.46%，不动产税率为40.51%（其中空置土地的不动产税率为62.76%）。
在住房保障政策方面，2023年，韦兹莱境内共有120户家庭获得了家庭津贴补助，受益人数占总人口数量的25.9%，其中0份为房租补助。

### 商业
2021年，韦兹莱境内共有各类实体商铺19家，其中餐厅5家、杂货店4家、面包房2家、书店2家。

### 体育
2021年，韦兹莱境内暂无任何体育设施。
截至2025年5月，韦兹莱境内暂无任何注册足球俱乐部。

### 环境
韦兹莱的环境事务由其所属的阿瓦隆-韦兹莱-莫尔旺市镇公共社区联合各级政府协调负责。2021年，韦兹莱境内暂无污染企业。

### 治安
2021年，韦兹莱市镇范围内共有1处宪兵队。
2024年，韦兹莱市镇范围内累计记录各类案件17起，其中盗窃类案件7起，人身侵犯类案件6起，无毒品交易类案件。

## 文化
2023年，韦兹莱境内共有4家博物馆。

### 建筑
截至2025年5月，韦兹莱境内共有11处建筑被列入法国国家文物保护单位，包括韦兹莱隐修院、韦兹莱城墙、圣艾蒂安教堂等。

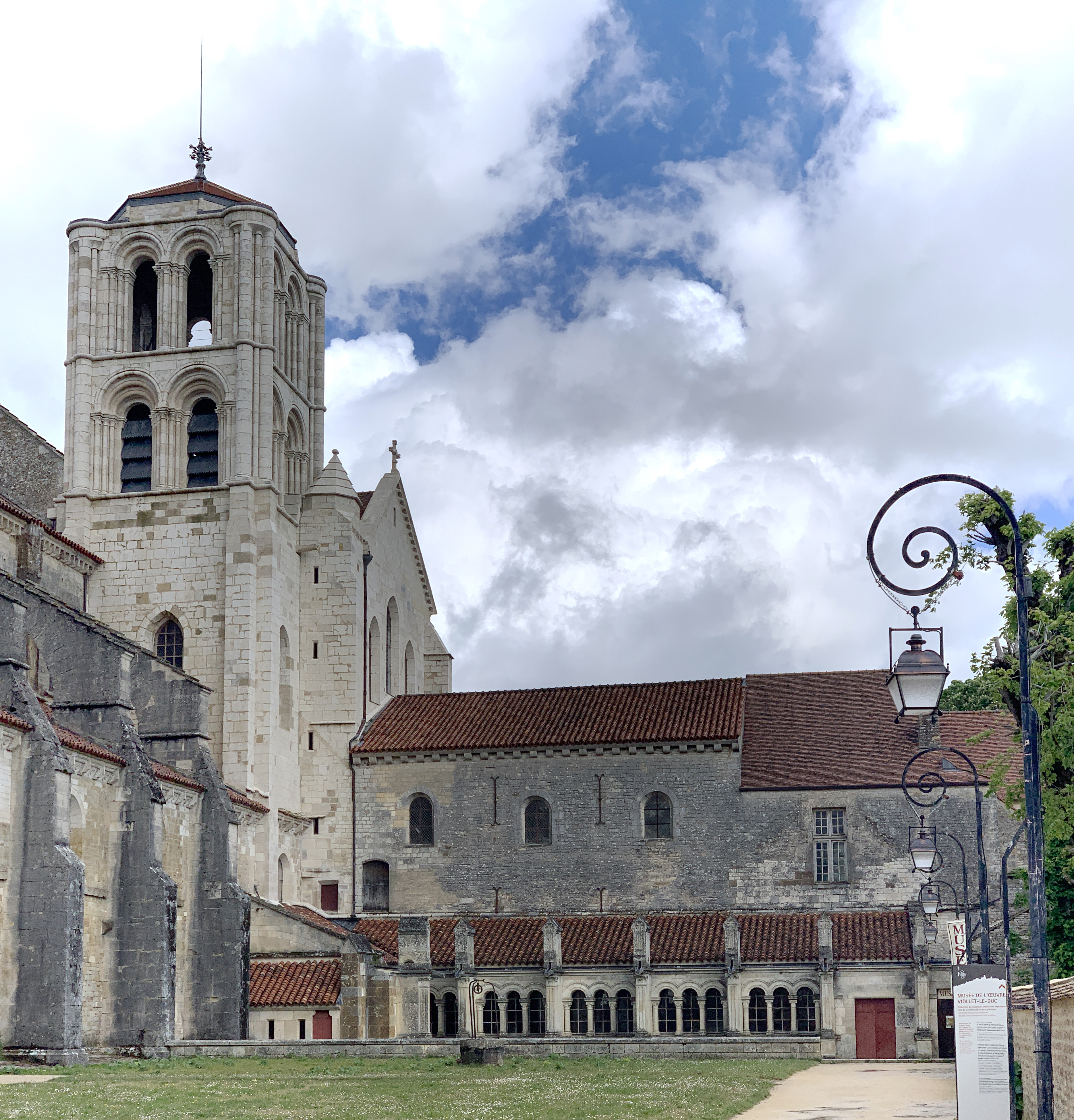
韦兹莱隐修院
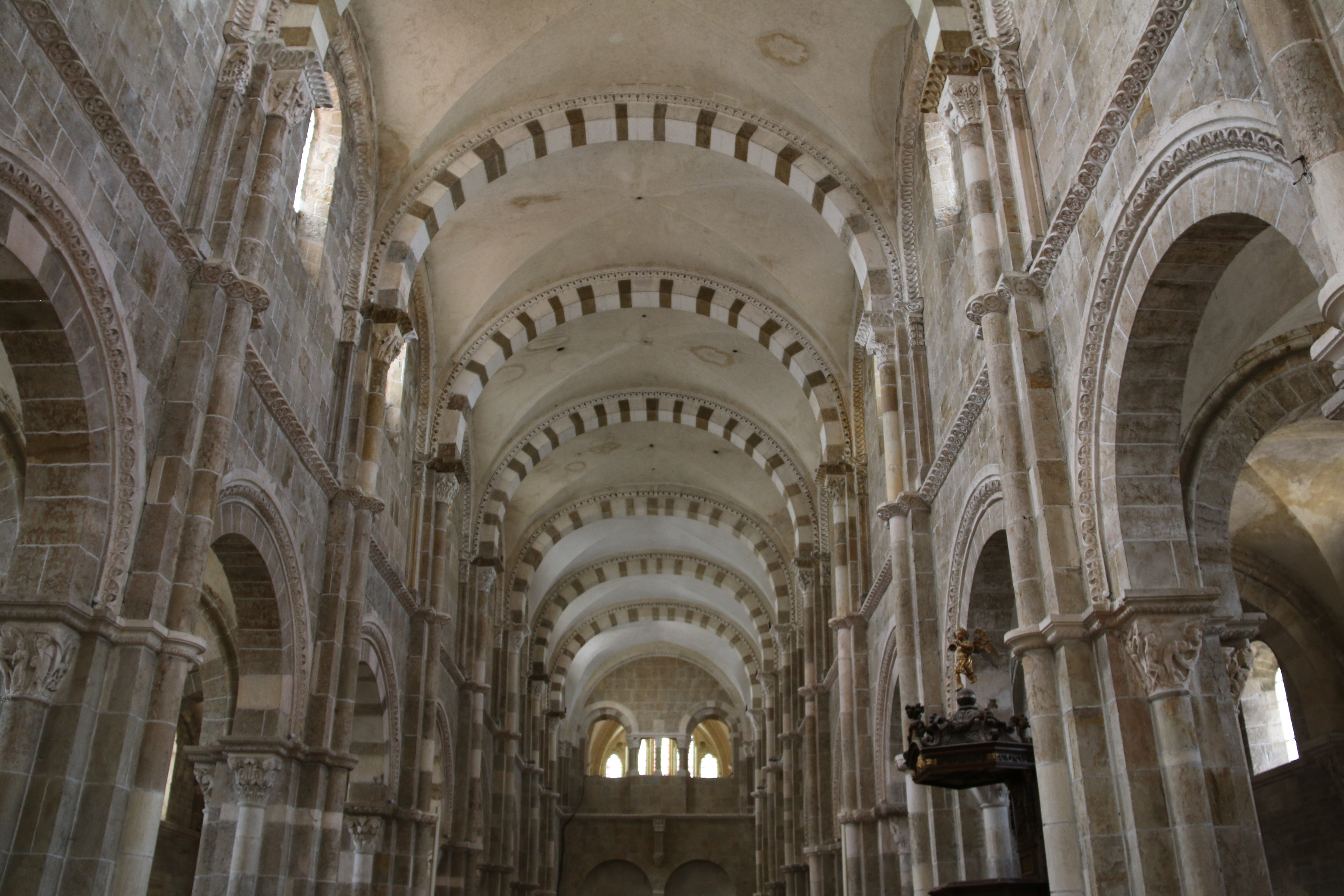
隐修院大堂
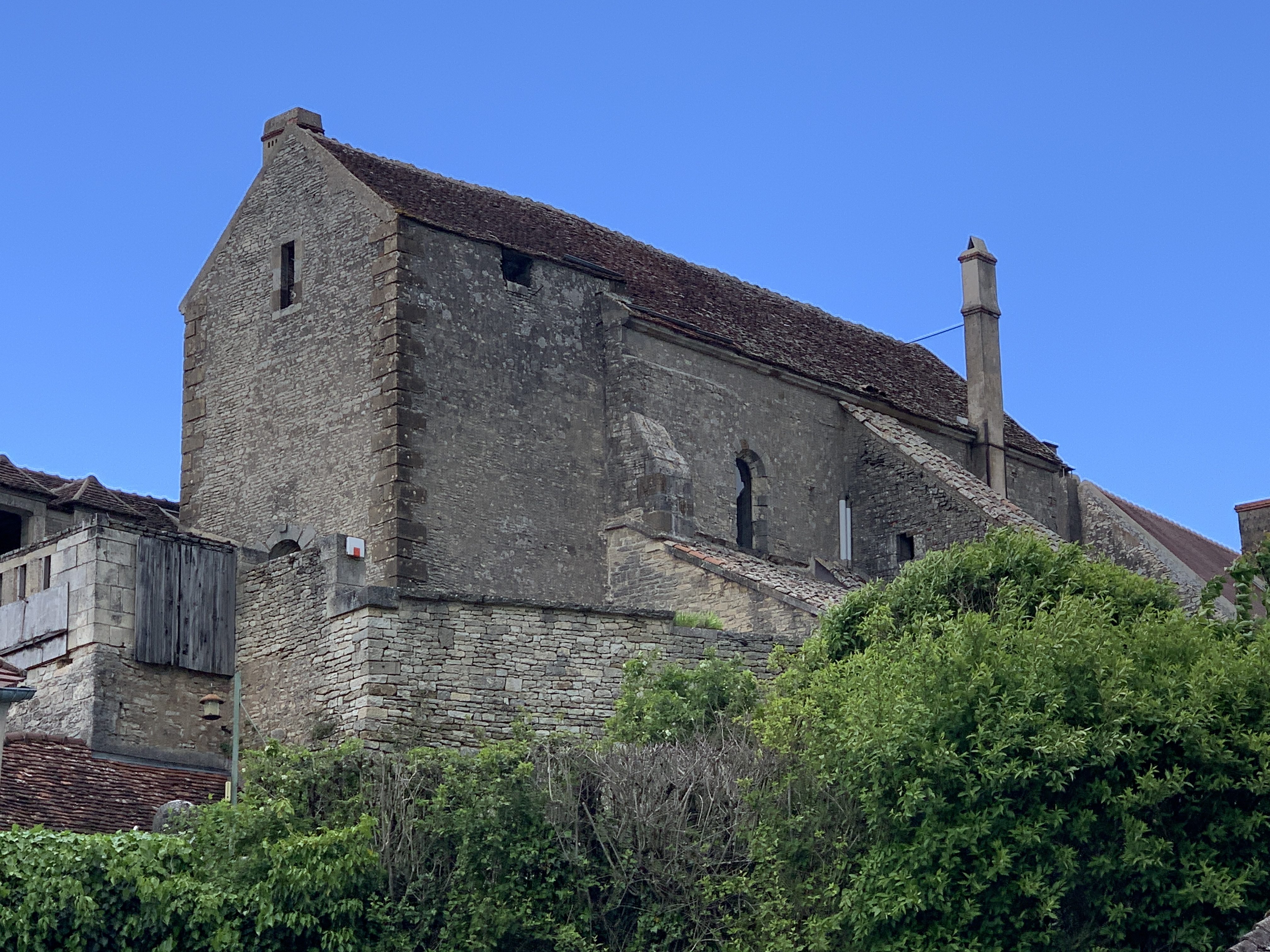
圣艾蒂安教堂旧址
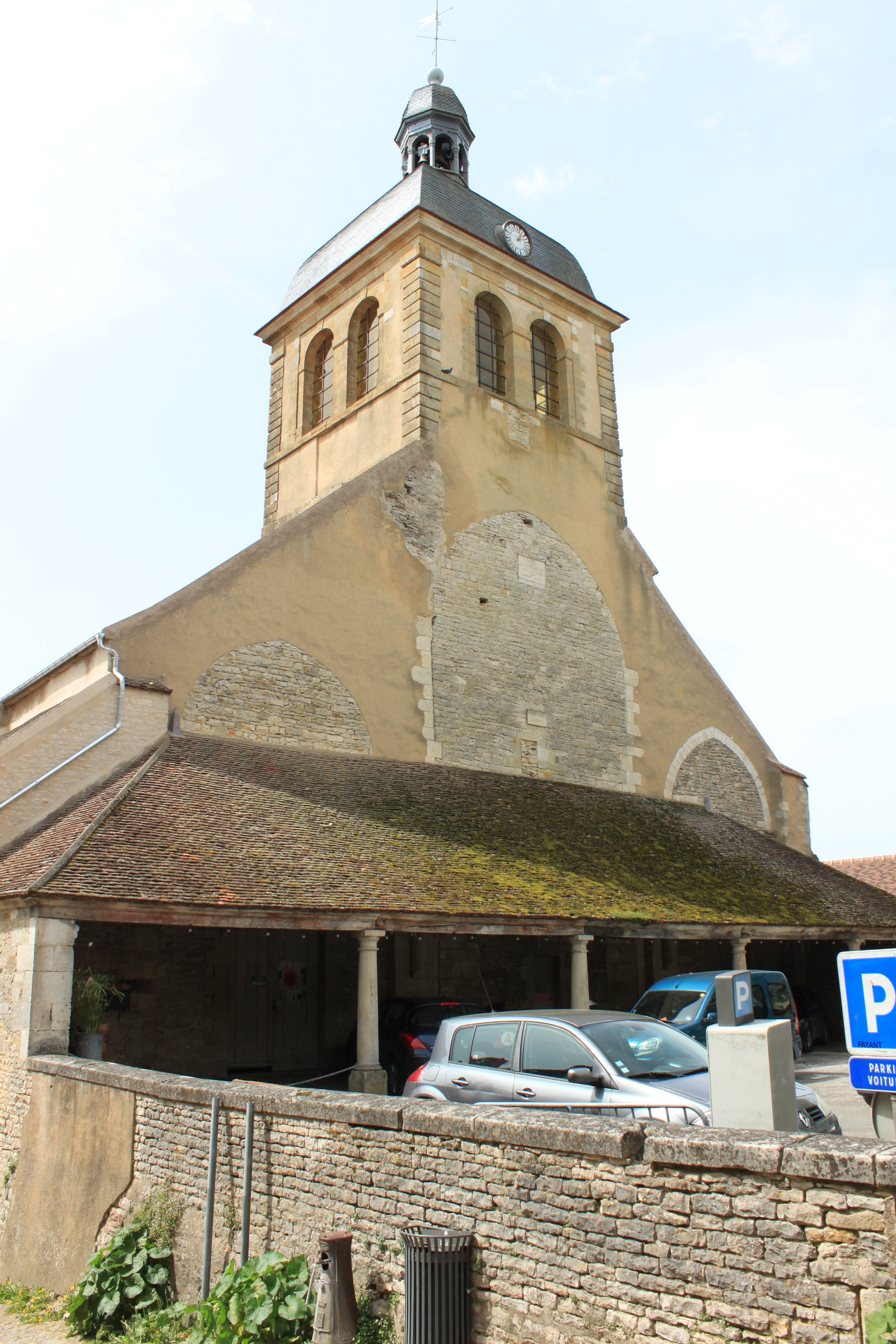
圣伯多禄教堂旧址
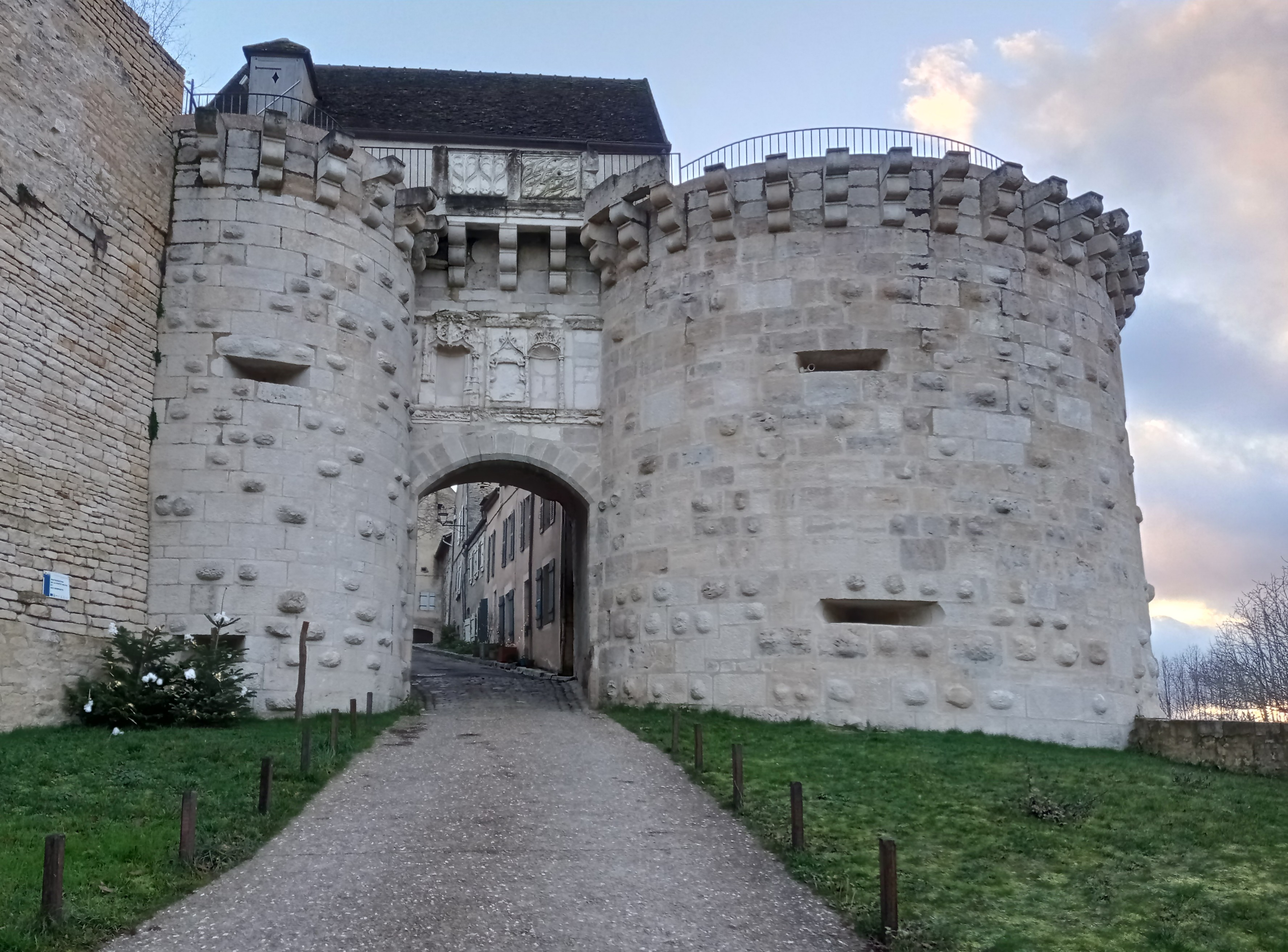
城墙新门
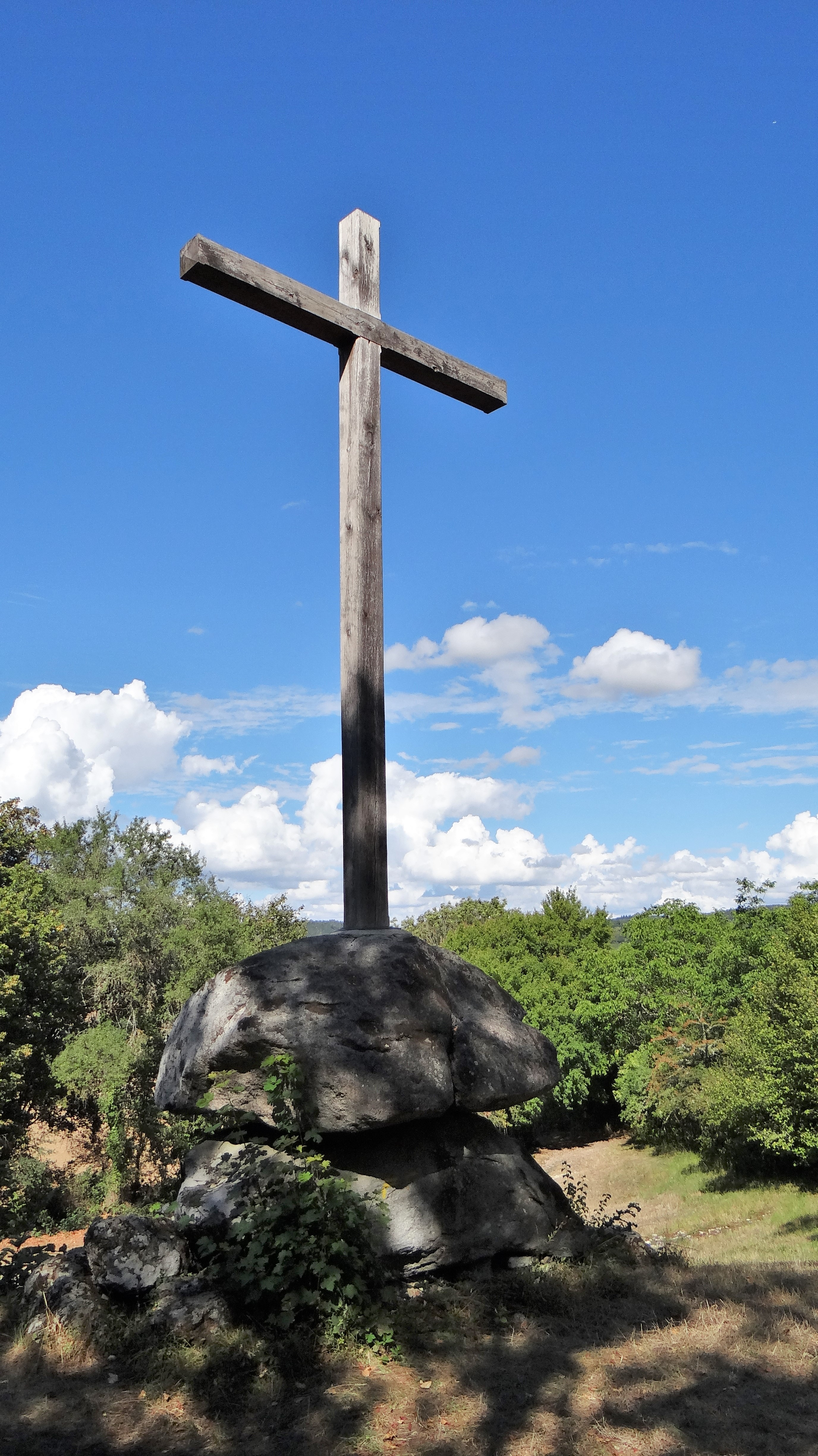
十字架
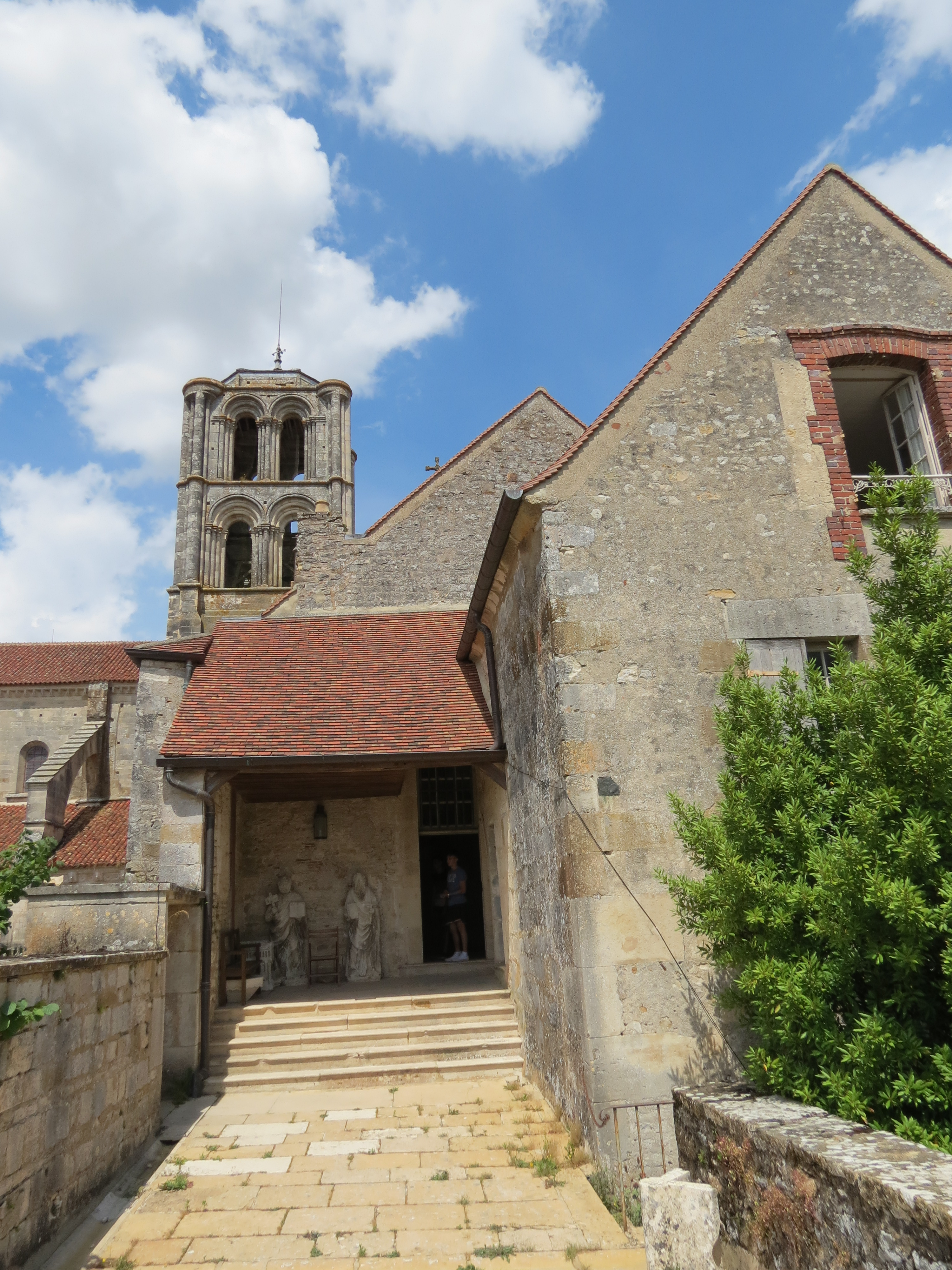
维奥莱-勒-迪克博物馆
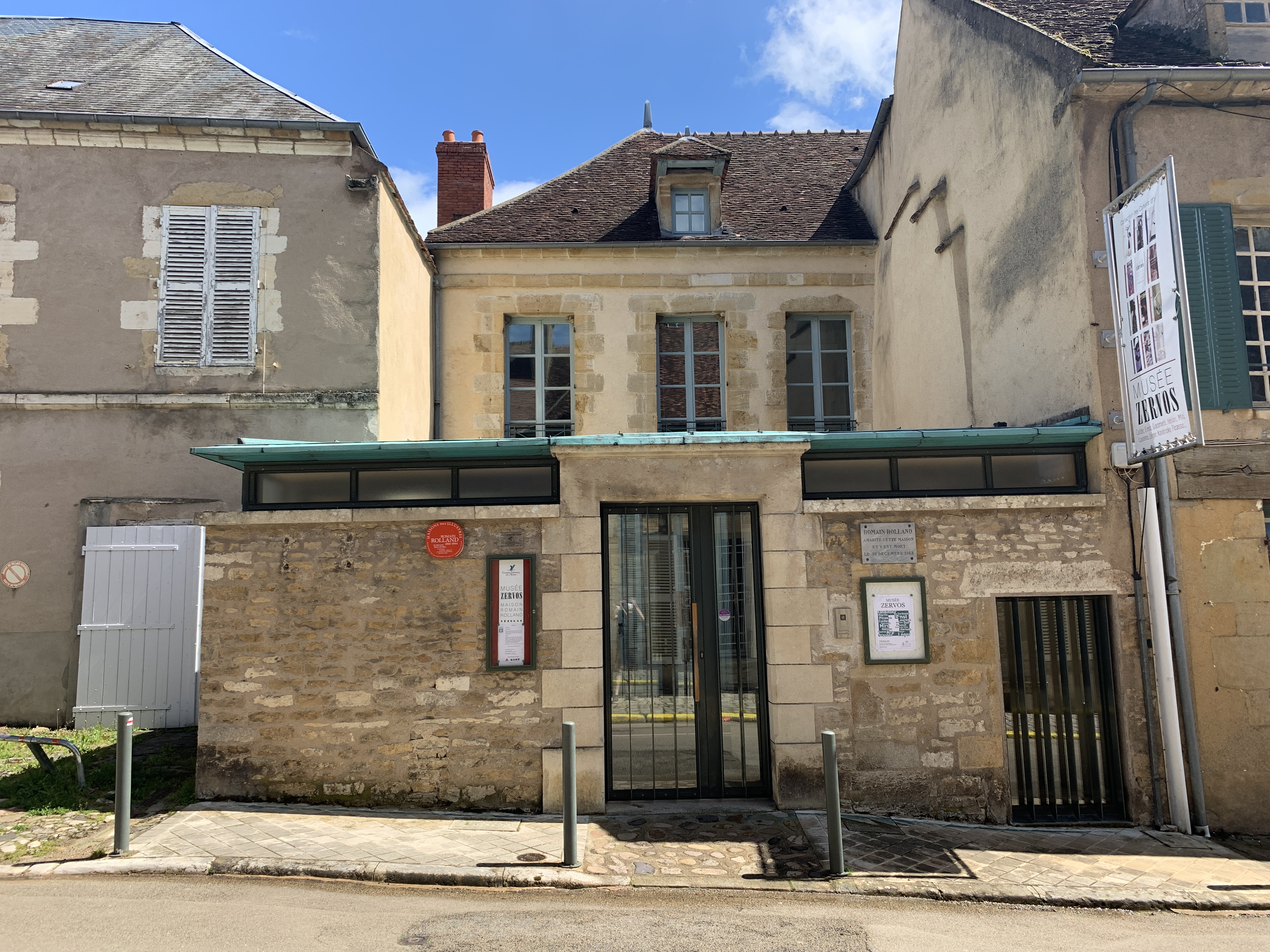
泽尔沃博物馆（法语：Musée Zervos - Maison Romain-Rolland）

### 旅游
韦兹莱的旅游事务由其所属的阿瓦隆-韦兹莱-莫尔旺市镇公共社区联合各级政府协调负责。2024年，韦兹莱境内共有5家酒店共计92间房间；另有1个露营地，可容纳共75辆露营车。

### 媒体
法国主要的媒体均可在韦兹莱接收，法国电视三台下属的勃艮第-弗朗什-孔泰大区频道在部分时段播出韦兹莱所在约讷省的地方新闻。《约讷省共和报》、Ici欧塞尔、震动广播等是当地主要的地方性媒体。

## 相关人物
法国宗教学家泰奥多尔·贝扎出生于韦兹莱；法国作家朱尔·鲁瓦逝世于韦兹莱。

## 友好城市
截至2025年5月，韦兹莱暂未建立任何友好城市关系。